# Eonychus grewiae
Eonychus grewiae är en spindeldjursart som beskrevs av Gutierrez 1969. Eonychus grewiae ingår i släktet Eonychus och familjen Tetranychidae. Inga underarter finns listade i Catalogue of Life.